# 黃金舞台 (華視)
《黃金舞台》是華視週六大型綜藝節目，2011年5月7日至2011年7月30日每星期六20:00播出。

## 主持陣容
主持人:侯佩岑、梁赫群、阿Ken

## 參加來賓
| 集數 | 首播日期 | 參加來賓                                                                           |
| 01   | 5月7日   | 余文樂、蕭薔、SJ-M                                                                 |
| 02   | 5月14日  | 六月、SJ-M                                                                         |
| 03   | 5月21日  | 吳宗憲、安心亞、納豆、SJ-M                                                         |
| 04   | 5月28日  | 王心凌、澎恰恰、葉復台、郭惠妮、SJ-M                                               |
| 05   | 6月4日   | 白雲、郭惠妮、郭鑫、SJ-M、李易、李威、林逸欣                                       |
| 06   | 6月11日  | 張勝豐、小四、A-may、劉薰愛、米可白、袁艾菲、彤彤、啾啾、王心凌、許傑輝            |
| 07   | 6月18日  | 洪榮宏、白雲、王彩樺、張兆志、唐志中、郭世倫                                       |
| 08   | 6月25日  | 鄭凱中、馬國賢、阿布、阿本、郭鑫、納豆、姚元浩、SD5                                |
| 09   | 7月2日   | 杜詩梅、米可白、林秀琴、GIGI、小Call、蝴蝶姐姐、草莓姐姐、黑皮哥哥、香蕉哥哥       |
| 10   | 7月9日   | 吳建豪、藍鈞天、伍允龍、黃靖倫、梁文音、寶媽、汪建民、班傑、張克帆、王海輪、張洛君 |
| 11   | 7月16日  | 大牙、JUNIOR、小白、小馬、亮哲、曾志偉、周秀娜、蕭敬騰                             |
| 12   | 7月23日  | 丫子、丁小芹、小甜甜、楊子儀、馬國賢、王思佳、狄志杰、白雲                         |
| 13   | 7月30日  | 曾心梅、王治平、林志炫、王尹平、高山峰、瑤瑤、Gino、薇琪、林宥嘉                   |

## 節目單元

### A級大牌檔
此單元是介紹藝人們的出道過程、趣事等。

### 王牌頭等艙
此單元在進行時，現場所有人得用閩南語說話。

### 黃金博物館
2011年6月4日推出的新單元。此單元是介紹奇人異事。

### 正妹特訓班
2011年6月11日推出的新單元。

## 外部連結
- 華視《黃金舞台》官方網站 （页面存档备份，存于）

| 華視 星期六20:00～22:00           | 華視 星期六20:00～22:00        | 華視 星期六20:00～22:00 |
| --------------------------------- | ------------------------------ | ----------------------- |
|                                   | 黃金舞台 2011.05.07-2011.07.30 |                         |
| 韓流最大牌 2011.02.12 - 2011.4.30 | 名偵探柯南(電影版) 2011.08.06  |                         |